# Stéphane Le Garrec
Stéphane Le Garrec est un footballeur français né le 7 avril 1969 à Puteaux, jouant au poste de gardien de but. Il s'est reconverti comme entraîneur.

## Biographie

### Carrière de joueur
Originaire d'Hennebont dans le Morbihan, Stéphane Le Garrec passe par la section sport études football du collège Eugène-Guillevic de Saint-Jean-Brévelay. Il joue en parallèle à l'US Montagnarde, avant de rejoindre le FC Lorient en 1983, sous contrat apprenti.
Il compte près de 400 matches professionnels en 18 ans de carrière (de 1986 à 2005). Il débute au FC Lorient de 1986 à 1990 sous contrat stagiaire, puis connait l'En Avant de Guingamp, l'US Valenciennes-Anzin et le Stade rennais. En 1991 il est sélectionné par Roger Lemerre pour le championnat du monde militaire aux Pays-Bas, où la France termine quatrième.
Lors de l'intersaison 1996, laissé libre par le Stade rennais qui ne lui propose pas de prolongation, il a des contacts inaboutis avec Saint-Brieuc et Lorient, puis participe à Clairefontaine au stage de l'UNFP destiné aux joueurs sans contrat. Il rencontre à cette occasion le Stade Lavallois en match amical, et grâce à une prestation convaincante il y signe un contrat de deux ans une semaine plus tard, en tant que doublure de Christophe Gardié.
En 1997, huit ans après avoir quitté le FC Lorient, il revient à ses premières amours. « Mon rêve de footballeur serait de jouer à Lorient en première division », avait-il déclaré au quotidien La Liberté du Morbihan, le 12 août 1986. Son rêve se réalisera douze ans plus tard. En 2000 et 2001 le magazine France Football lui attribue l'Étoile d'or du meilleur gardien de D2. Il est également couronné par ses pairs aux trophées UNFP.

### Reconversion
À partir de la saison 2005-2006, il est responsable des gardiens de but au FC Lorient et également l'adjoint d'Hervé Guégan avec la CFA 2. Il joue encore les doublures dans les buts avec cette dernière (1 match en 2006-07). Stéphane Le Garrec s'oriente vers une spécialisation de préparateur physique, possédant déjà les diplômes du DEF et du Certificat d'Entraîneur de gardiens de but.
Il quitte le FC Lorient en octobre 2018. De 2019 à 2022 il entraîne la GSI Pontivy en National 3.

## Carrière de joueur
- 1983-1990 :  FC Lorient
- 1990-1993 :  EA Guingamp
- 1993-1995 :  US Valenciennes
- 1995-1996 :  Stade rennais
- 1996-1998 :  Stade lavallois
- 1998-2005 :  FC Lorient
- Premier match en Ligue 1 : FC Lorient - FC Metz 1-1 (25 septembre 1998)[6]

## Carrière d'entraîneur
- 2005-2018 : FC Lorient (gardiens de but et adjoint de l'équipe réserve de CFA2, puis entraîneur des gardiens du centre de formation)
- Entraîneur de la GSI Pontivy de 2019 à 2022.

## Palmarès

### En club

#### FC Lorient
- Finaliste de la Coupe de la Ligue en 2002
- Vainqueur de la Coupe de France en 2002

### En sélection
- Équipe de Bretagne : 1 sélection (Bretagne-États-Unis, 30 décembre 1988 à Brest)

## Distinctions personnelles
- Nommé dans l'équipe type de Division 2 aux Trophées UNFP en 2000 et 2001.
- Désigné Étoile d'Or de Ligue 2, catégorie gardien, par France Football en 2000 et 2001.

## Engagements syndicaux
De 2000 à 2004 Stéphane Le Garrec est délégué syndical de l'UNFP au sein du FC Lorient,.